# 康博·阿尤巴
康博·阿尤巴（法語：Combo Ayouba，約1953年－2010年6月13日）是葛摩上校並且為葛摩軍隊高階成員。在2010年時，擔任葛摩最高級別軍官的阿尤巴遭到刺殺身亡。